# Leptolebias opalescens
Leptolebias opalescens é uma espécie de peixe da família Aplocheilidae.
É uma espécie endêmica do Brasil, ocorrendo apenas no estado do Rio de Janeiro. Está criticamente ameaçada de extinção devido à destruição de seus habitats.